# Alexandre Colonna-Walewski
Alexandre Florian Joseph Colonna-Walewski (Walewice, 1810. május 4. – Strasbourg, 1868. szeptember 27.) gróf, francia államférfi.

## Élete
I. Napóleon és Maria Walewska lengyel grófné fia. Részt vett az 1830–1831-es lengyel felkelésben, Grochów mellett harcolt az oroszok ellen, majd diplomáciai tárgyalásokra Londonba küldték. A felkelés leverése után Párizsba költözött, ahol szíves fogadtatásban részesült. Thiers minisztersége alatt diplomáciai kiküldetésben Egyiptomban járt. Amikor Buenos Airesben az 1848. februári forradalom kitöréséről értesült, azonnal visszatért Párizsba, és III. Napóleonhoz csatlakozva megalapozta szerencséjét. Előbb Firenzében, azután Nápolyban, 1851-ben Madridban és végül Londonban működött mint francia követ. 1855-ben III. Napóleon császár külügyminiszterré tette, és ő elnökölt a krími háborút lezáró párizsi békekongresszuson. 1865-ben a törvényhozó testület elnöke lett, de hamarosan visszavonult a politika színteréről.